# Rogwolod

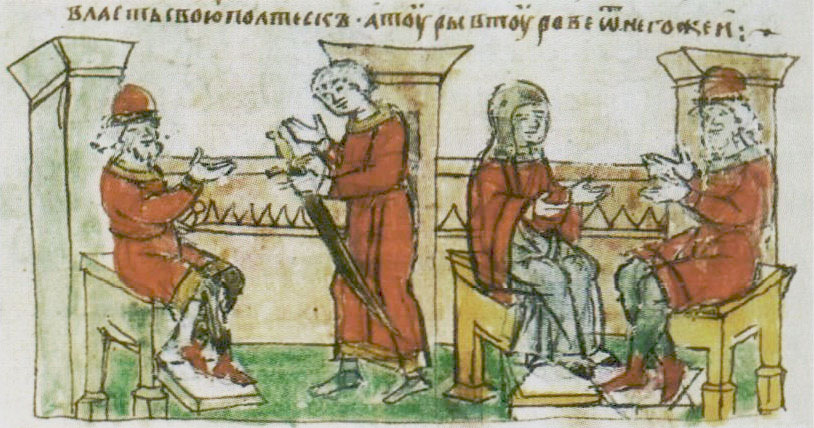
Rogwolod empfängt einen Boten von Wladimir und spricht über dessen Angebot mit seiner Tochter Rogneda, Radziwiłł-Chronik, 15. Jahrhundert

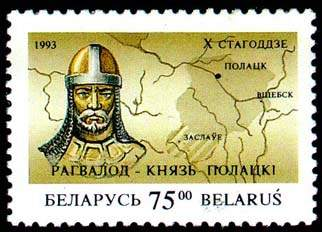
Rogwolod auf einer belarussischen Briefmarke

Rogwolod (altrussisch Рогъволодъ, Роговолодъ, englisch Rogvolod; † um 978, Polozk) war der erste bekannte Fürst von Polozk. Er wurde von Wladimir I. getötet, seine Tochter Rogneda wurde dessen Ehefrau und Mutter von Jaroslaw dem Weisen.

## Name
Der Name Rogwolod war wahrscheinlich die altslawische Form vom skandinavischen Namen Ragnvald.
Im Altslawischen gibt es die Stämme rog und wolost/wladetj = Macht.
Der Name Rogneda könnte vom skandinavischen Ragnhild kommen oder umgekehrt.

## Geschichte
Über Rogwolod berichteten verschiedene altrussische Chroniken.
Die Nestorchronik erzählte, Rogwolod stamme von "jenseits des Meeres" und habe in Polozk geherrscht. Wladimir habe bei ihm um die Hand von dessen Tochter Rogneda angehalten. Diese habe jedoch abgelehnt. Daraufhin habe Wladimir Polozk erobert, Rogwolod getötet und Rogneda zur Frau genommen.
Die Joachims-Chronik nannte als Grund für den Angriff auf Polozk, es habe gegen Nowgorod gekämpft. Wladimir hatte zuvor Nowgorod von seinem Halbbruder Jaropolk erobert, Rogwolod war möglicherweise dessen Verbündeter.
Die genaue Datierung der Ereignisse ist unklar. Jakob Tschernorisez nennt als Tag des Todes von Rogwolod den 11. 6. 978.
Die Nestorchronik datiert den Tod der Söhne von Rogwolod in das Jahr 977. Jaroslaw der Weise sei um 978 geboren.

## Nachkommen
- Rogneda war die Mutter von Jaroslaw dem Weisen. Deren Nachkommen herrschten im Großfürstentum Kiew bis ins 13. Jahrhundert.
- Zwei Söhne von Rogwolod wurden von Wladimir in Polozk getötet.

- Isjaslaw, Sohn von Rogneda, Enkel von Rogwolod, war wieder Fürst von Polozk.

Dessen Nachkommen herrschten als Rogwoloditschen in Polozk bis ins 12. Jahrhundert.
1019 kämpfte Ragnvald Ulfsson, schwedischer Jarl aus Västergötland mit um Polozk. Es wäre möglich, dass er als ein Verwandter von Rogwolod um Nachfolgeansprüche kämpfte.
Ab um 1120 herrschten Rogwolod Wseslawitsch und Rogwolod Rogwoloditsch.